# Battaglia navale di Syllaeum
La battaglia navale di Syllaeum fu combattuta nel 677 vicino a Syllaeum fra arabi musulmani e bizantini cristiani, in un periodo in cui si susseguivano battaglie fra questi contendenti, tanto in Anatolia quanto in Siria.

## La battaglia
La flotta arabo-musulmana era in guerra con la marina bizantina da cinque anni consecutivi, ostilità cominciate nel 672. Nel 677 gli arabi avevano lanciato una serie di incursioni lungo il litorale dell'Anatolia, nel mar di Marmara avanzava la marina araba, che puntava verso Costantinopoli, mentre allo stesso tempo un esercito arabo stava percorrendo l'Anatolia. Per coincidenza alcune popolazioni slave stavano attaccando Tessalonica, in questo modo l'esercito bizantino si dovette dividere in due per poter combattere su due fronti.
L'Imperatore bizantino Costantino IV Pogonato aveva ordinato alla sua flotta di entrare in contatto con gli arabi vicino a Syllaeum, dove la flotta araba fu distrutta dal fuoco greco, una nuova arma bizantina che era stata utilizzata per la prima volta in battaglia e che si rivelò efficace. Mentre gli arabi si ritiravano, ebbero la sfortuna di imbattersi in una tempesta che affondò quasi tutte le loro navi superstiti.
Grazie a questa battaglia decrebbe sensibilmente la minaccia araba che gravava sul quadrante orientale del Mediterraneo e una tregua durò, ininterrotta, per quasi trent'anni.